# Paolo Tarantino
Paolo Tarantino (San Marzano di San Giuseppe, 1923 – 4 gennaio 1986) è stato un politico italiano, ex presidente della Provincia di Taranto.

## Biografia
Laureato in matematica e fisica, si dedicò anche alla politica. Fu ininterrottamente Consigliere Comunale dal 1955 al 1986 e sindaco di San Marzano di San Giuseppe dal 1958 al 1964 sempre nelle file della Democrazia Cristiana.
Il professor Tarantino ha poi assunto il ruolo di Consigliere Provinciale nel 1964, diventando in seguito presidente della Provincia di Taranto, carica che ha mantenuto per 14 anni fino alla sua scomparsa nel 1986.
Ha avuto tre figli, di cui uno Giuseppe ha seguito le orme paterne dovendo più volte sindaco ed anche parlamentare.
Nel 2024 su decreto a firma del presidente Rinaldo Melucci, la Provincia di Taranto ha disposto l'intitolazione del Salone degli Stemmi, sede delle riunioni della massima assise provinciale, alla memoria del professor Paolo Tarantino.